# Clusiaceae

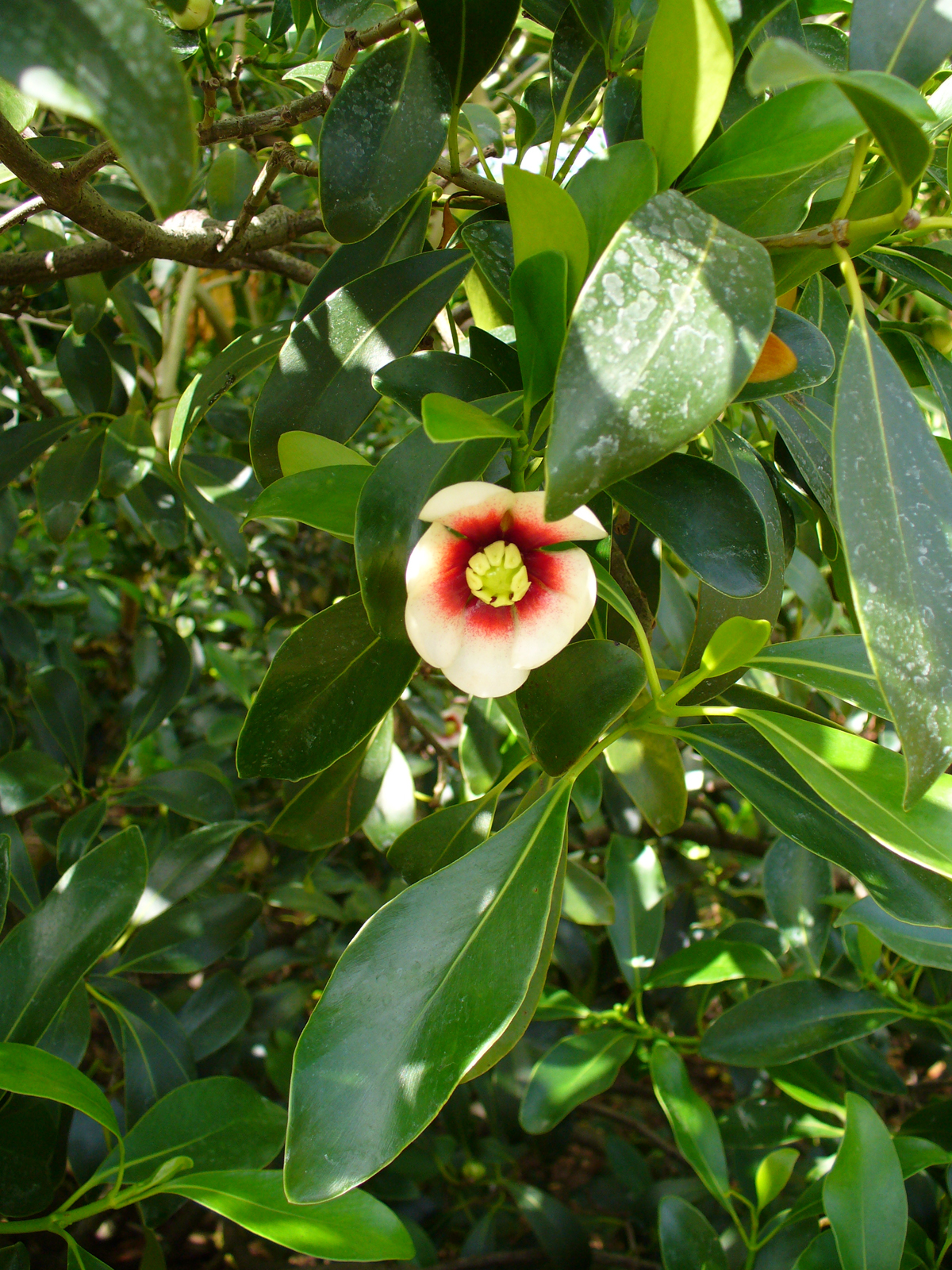
Clusia lanceolata.

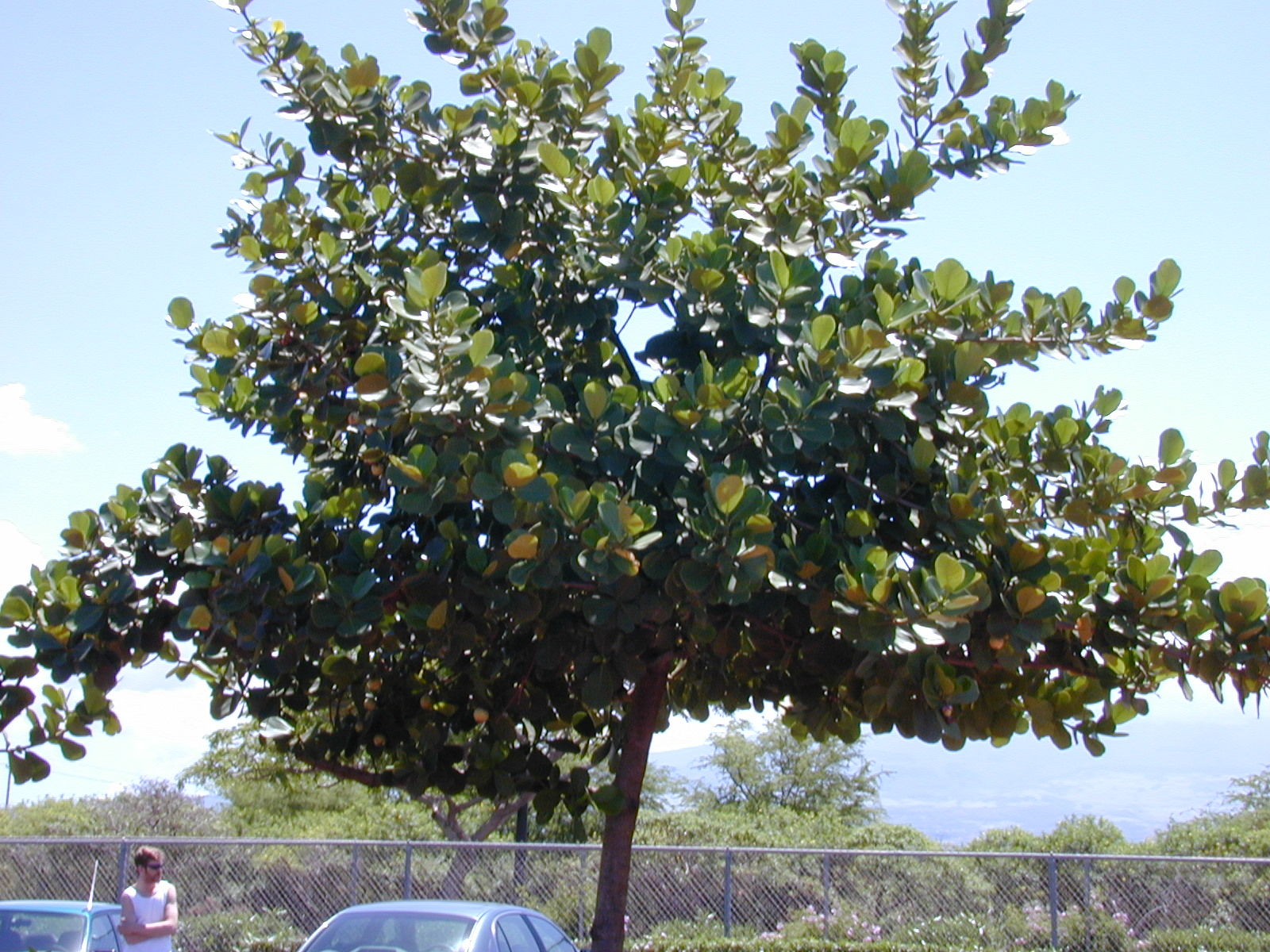
Hábito de Clusia rosea.

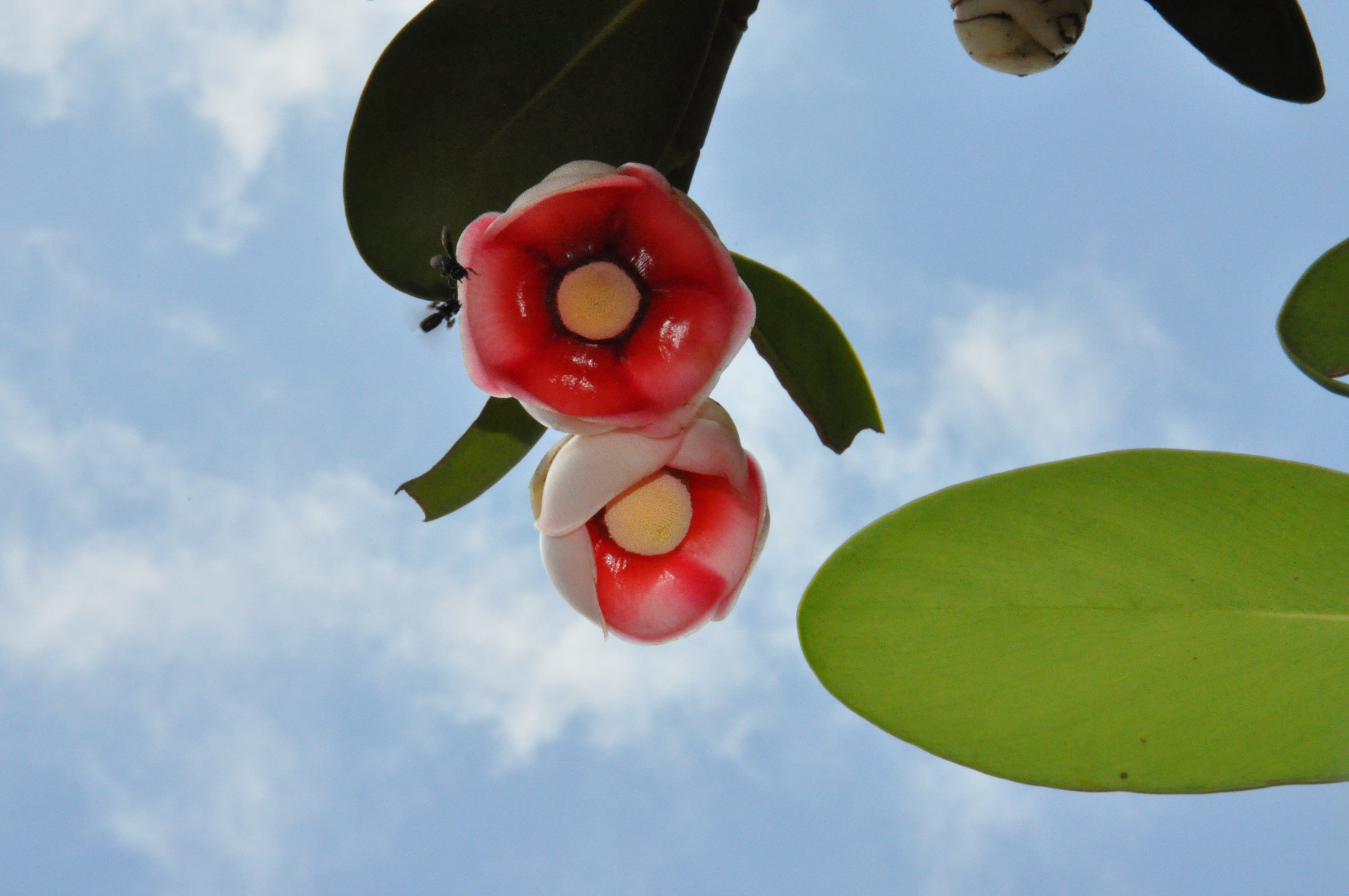
Flores de Clusia hilariana.

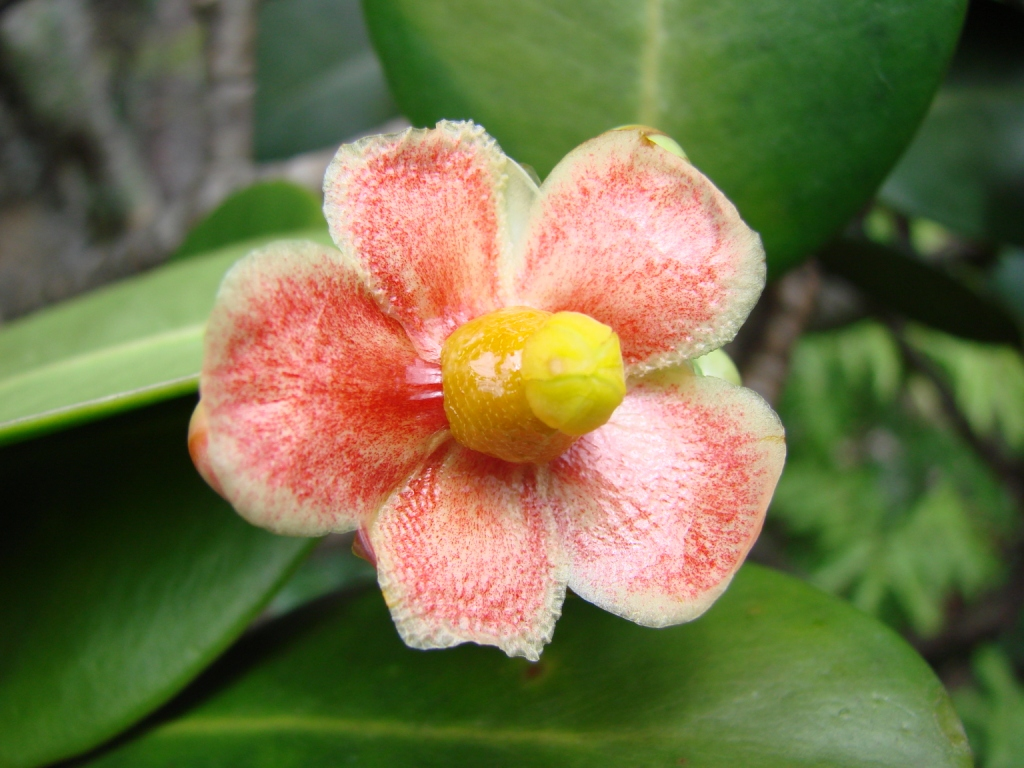
Flor de Clusia weddelliana.

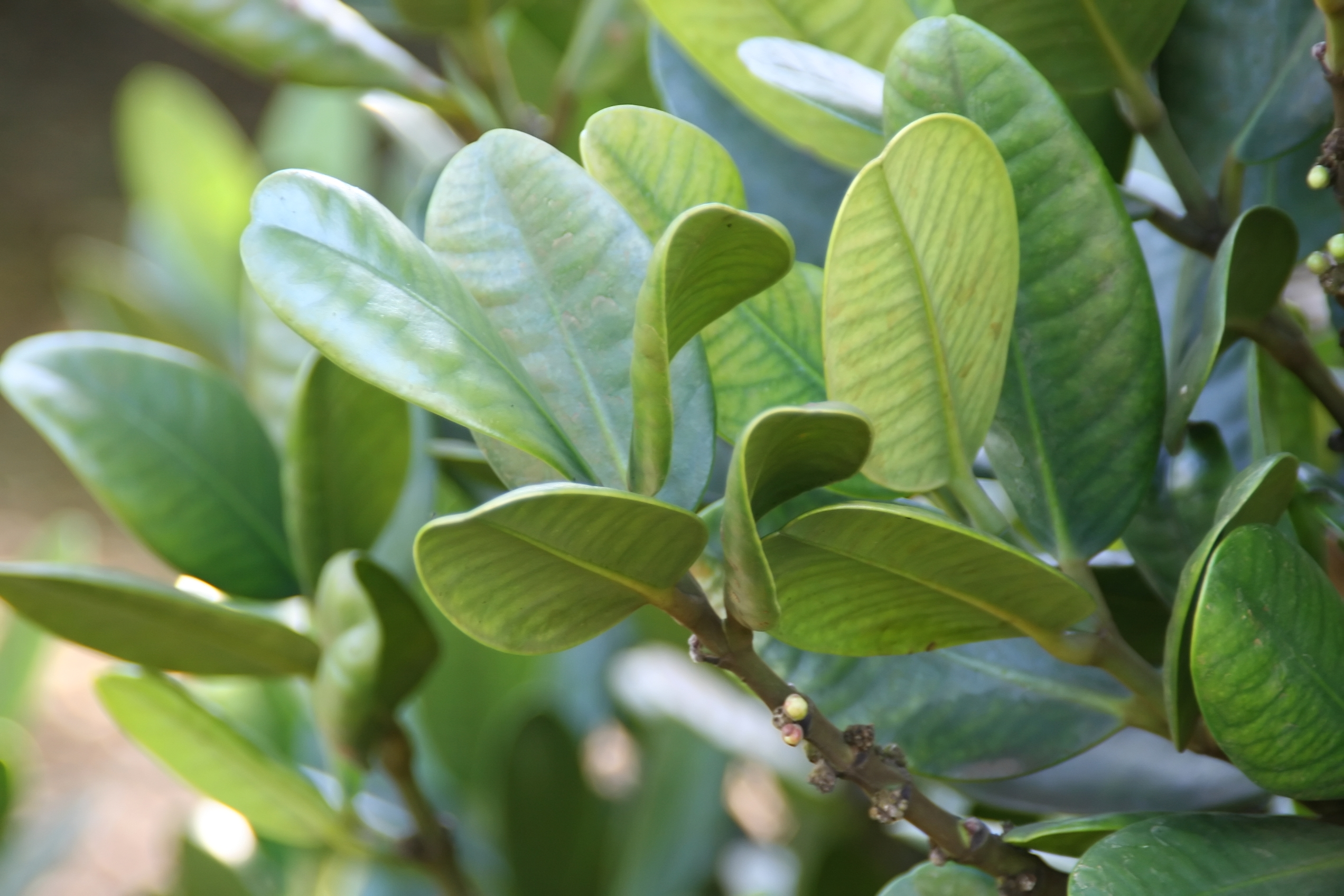
Folhas de Garcinia spicata.

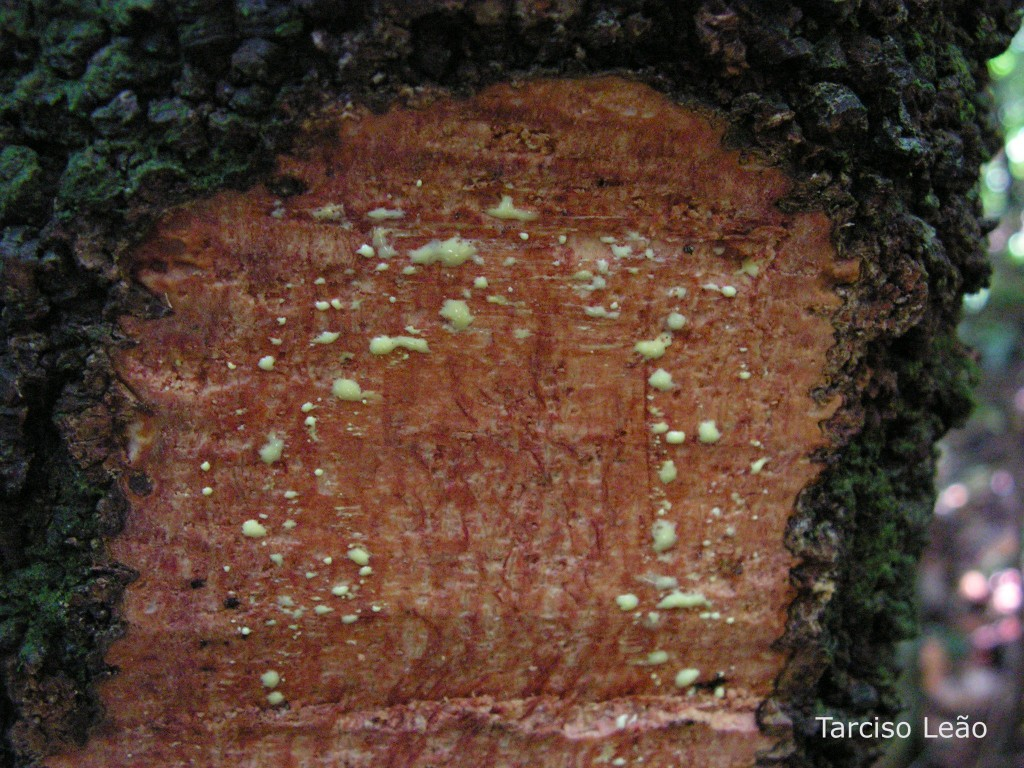
Látex verde num caule de Clusia nemorosa.

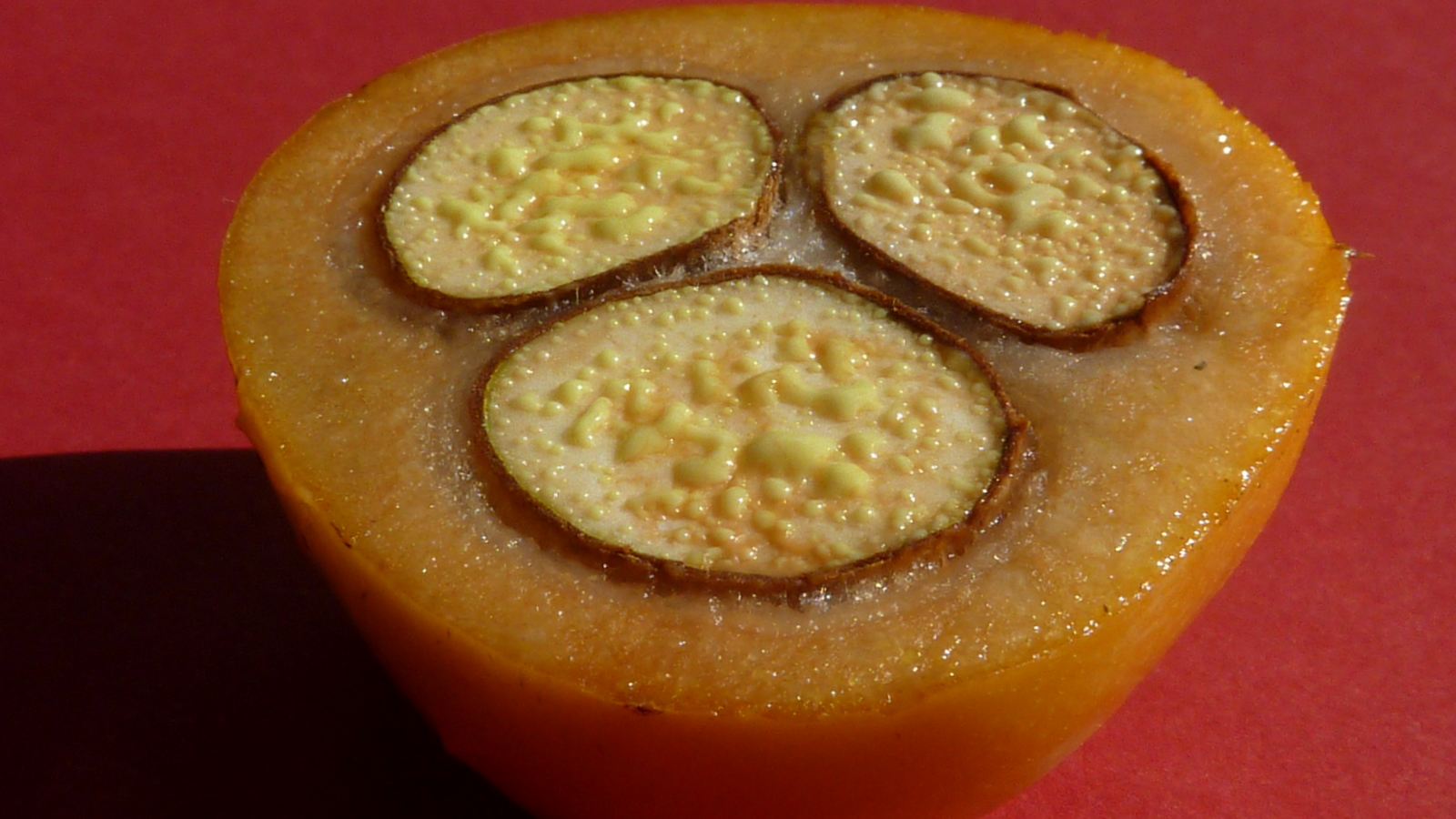
Látex amarelo numa semente de Garcinia gardneriana.

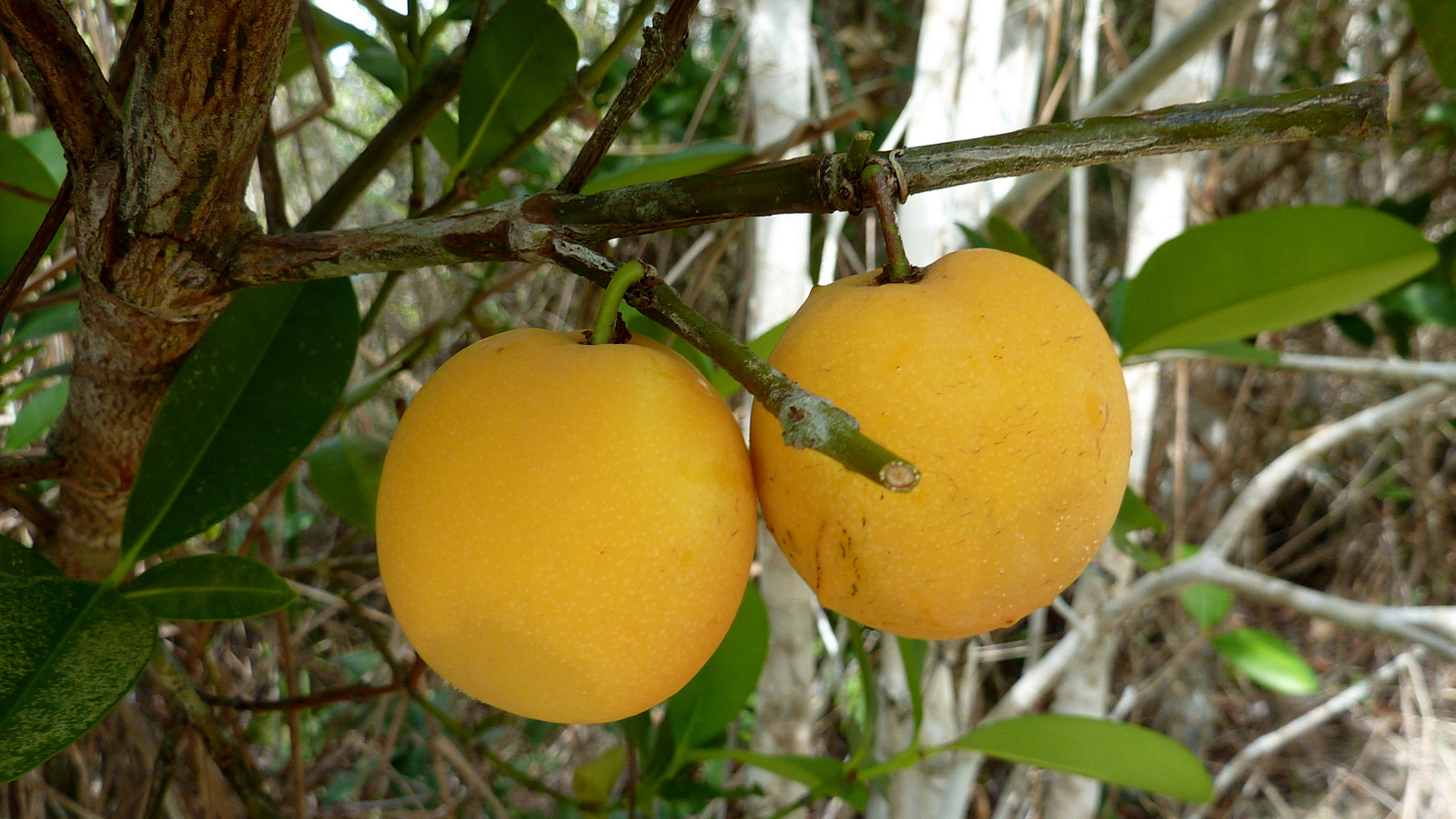
Frutos de Garcinia gardneriana.

As clusiáceas (Clusiaceae), ou as gutíferas (Guttiferae), são uma família de plantas com flor, da ordem Malpighiales, que na circunscrição taxonómica que lhe é dada pelo sistema APG IV agrupa 13 géneros e cerca de 750 espécies. Os membros desta família são na maior parte árvores e arbustos, com seiva leitosa e fruto em forma de cápsula. A família tem distribuição natural essencialmente pantropical.

## Descrição
A família Clusiaceae, denominada também Guttiferae Juss., pertence à classe das eudicotiledóneas, tendo como características importante para a identificação dos seus membros a presença de látex e folhas carnosas na maioria das espécies. Apresenta distribuição natural do tipo pantropical, tendo na sua presente circunscrição taxonómica 13 géneros, entre os quais alguns bem conhecidos, como Garcinia, Clusia e Symphonia, e mais de 750 espécies. No Brasil ocorrem 12 géneros, com ampla distribuição. No sistema de classificação APG IV, de 2017, a família apresenta-se com circunscrição mais estreita, já que vários géneros que anteriormente eram considerados parte das Clusiacae foram movidos para as famílias Calophyllaceae e Hypericaceae.
Têm como representantes espécimes arbustíferas, arbóreas, herbáceas e lianas. Possuem interesse económico para a produção fármacos, tintas, madeiras e frutos para a alimentação humana. As espécies desta família produzem alguns compostos químicos importantes que são funcionais para os mecanismos de defesa de suas plantas, tais como:  xantonas, cumarinas, biflavonóides e benzofenonas.

### Morfologia
As raízes dos indivíduos presentes na família das Clusiaceae podem apresentar ou não escoras. As escoras partem do caule da planta e se fixam no solo, agindo como um suporte e aumentando a capacidade de sustentação da planta.
As folhas são opostas, raro alternas, inteiras, sem estípulas, podem possuir glândulas ou não; as nervuras secundárias geralmente são paralelas, muitas vezes unidas em uma nervura marginal ou submarginal.
As flores em Clusiaceae podem ser dioicas e monoicas, além de serem radiais. As sépalas geralmente são 2-5 e livres.
As pétalas comumente 4-5, sendo mais numerosas, livres, possuem frequência assimétrica, podem ser imbricadas ou convolutas.
Os estames são na maioria das vezes numerosos, de modo que os mais internos se desenvolvem antes dos mais externos, podem ser livres ou conatos, constantemente fasciculados, as vezes possuem glândulas; grão de pólen comumente tricolporados (pólen que possui três sulcos com poros).
Os carpelos geralmente do tipo 2-5, as vezes numerosos e são conatos; o ovário do tipo súpero, com placentação comumente axial, mas podendo ser parietal.
Os estigmas podem ser peltados, lobados ou capitados, em geral são expandidos em relação aos estiletes, que são curtos e alongados.
O número de óvulos varia de um a vários por carpelo, com megasporângio de parede fina. Nectários geralmente são ausentes.
Inflorescências são determinadas, às vezes reduzidas a uma única flor, geralmente são terminais.
Os frutos podem ser do tipo cápsula deiscente, baga ou drupa.
As sementes podem ser ariladas ou não. O embrião é recto e os cotilédones podem variar de muito grandes a pequenos.

### Usos
Algumas espécies de Clusiaceae, possuem grande importância farmacológica e consequentemente econômica no Brasil, mas em todo o Mundo elas estão sendo usadas para fins medicinais, como para tratamentos de câncer, de inflamações, infecções e para o controle da obesidade. Destacam-se no Brasil os seguintes gêneros:  Kielmeyera Mart. & Zucc. (pau-santo), , Platonia R. Wight (bacuri), Clusia L. (abaneiro), Rheedia L. (bacupari).
Exemplos de trabalhos farmacológicos com a extratos brutos ou frações purificadas com os princípios ativos das espécies:
| Extratos dos frutos de G. mangostana obtidos com etanol e diclorometano exibiram ação anti-inflamatória e potente efeito antinocéptico central e periférico em ratos. |
| O extrato da resina extraída de G. hanburyi, obtido com acetato de etila, apresentou atividades anti-inflamatória, analgésica e antipirética.                         |
| O extrato etanólico de cascas dos frutos de G. cambogia exibiu ação anti-inflamatória, favorecendo a melhoria de lesões resultantes da colite.                        |
| O óleo extraído de cascas dos frutos de G. brasilienses mostrou efeito anti-inflamatório no modelo de edema de pata em ratos induzido por carragenina.                |

Os biflavonóides de Clusiaceae são metabólitos super importantes para as plantas que agora estão sendo estudados devido aos seus poderes contra infecções, inflamações, oxidantes e parasitas.
Apesar de não possuir tanta importância alimentícia quanto outras famílias de plantas frutíferas, algumas espécies de Clusiaceae possui grande importância no comércio alimentício, principalmente na região amazônica. É o caso da espécie Platonia insignis Mart. (bacuri), que é considerada relevante para o manejo e desenvolvimento sustentável na região amazônica. Outros exemplos de espécies frutíferas importantes são: Garcinia mangostana (mangostim), Mammea americana (abricó) e G. madruno (ou bacupari), sendo amplamente utilizados na alimentação, além de serem muito apreciados.

### Ecologia
Algumas espécies do gênero Clusia, como a C. hilariana são consideradas Nurse Plants ou Plantas enfermeiras (na tradução literal).
Nurse Plants, são plantas que abrigam nos seus galhos, ramos, troncos, no seu corpo vegetal outras plantas, sendo mudas, plântulas ou individuos adultos que  se desenvolvem no corpo das Nurse Plants por elas através dessa interação ecológica, propiciarem um ambiente melhor para crescerem.
Essa espécie C. hilariana em específico tem como habitat a Restinga no litoral brasileiro, e devido ao solo mais arenoso, salino, pobre em nutrientes e com alta luminosidade que este habitat possui, outras plantas que não possuem adaptações para sobreviverem na Restinga não conseguem crescer no local, mas a C.  hilariana acaba se tornando um refúgio para essas plantas se desenvolverem em seu corpo, sendo em seus galhos ou tronco e oferecendo sombra, dentre alguns benefícios para o desenvolvimento de outras espécies.

## Relações Filogenéticas
No clado das Rosídeas está presente a maioria das linhagens atuais de plantas com flores, há cerca de 70.000 espécies distribuídas em outros dois grupos dentro de Rosídeas, o grupo das Fabídeas e o grupo das Malvídeas, que se encontram em praticamente todos os biomas, incluindo nas florestas temperadas e nas florestas tropicais.
A família de plantas Clusiaceae, pertence a ao grupo das Fabídeas dentro da ordem Malpighiales, como uma grupo monofilético.
Devido à produção de látex em suas plantas, essa família também é reconhecida como Guttiferae, que significa “portando goma”, pois esse látex pode variar em sua coloração, mas essa denominação é antiquada nos dias de hoje.
Evidências fósseis ajudam a entender a diversidade da forma floral e os modos de polinização nessa família, assim como a produção de resina em suas pétalas. As flores em registros fósseis possuem registro desde o Turoniano, e apontam algumas características importantes como a dioicia nessas plantas.
|  | Rosales                                                  |
|  |                                                          |
|  | \| \| Fagales \| \| \| \| \| \| Cucurbitales \| \| \| \| |
|  |                                                          |
|  | Fagales                                                  |
|  |                                                          |
|  | Cucurbitales                                             |
|  |                                                          |

|  | Fagales      |
|  |              |
|  | Cucurbitales |
|  |              |

|  | Rosales                                                  |
|  |                                                          |
|  | \| \| Fagales \| \| \| \| \| \| Cucurbitales \| \| \| \| |
|  |                                                          |
|  | Fagales                                                  |
|  |                                                          |
|  | Cucurbitales                                             |
|  |                                                          |

|  | Fagales      |
|  |              |
|  | Cucurbitales |
|  |              |

|  | Celastrales                                                 |
|  |                                                             |
|  | \| \| Malpighiales \| \| \| \| \| \| Oxalidales \| \| \| \| |
|  |                                                             |
|  | Malpighiales                                                |
|  |                                                             |
|  | Oxalidales                                                  |
|  |                                                             |

|  | Malpighiales |
|  |              |
|  | Oxalidales   |
|  |              |

|  | Rosales                                                  |
|  |                                                          |
|  | \| \| Fagales \| \| \| \| \| \| Cucurbitales \| \| \| \| |
|  |                                                          |
|  | Fagales                                                  |
|  |                                                          |
|  | Cucurbitales                                             |
|  |                                                          |

|  | Fagales      |
|  |              |
|  | Cucurbitales |
|  |              |

|  | Rosales                                                  |
|  |                                                          |
|  | \| \| Fagales \| \| \| \| \| \| Cucurbitales \| \| \| \| |
|  |                                                          |
|  | Fagales                                                  |
|  |                                                          |
|  | Cucurbitales                                             |
|  |                                                          |

|  | Fagales      |
|  |              |
|  | Cucurbitales |
|  |              |

|  | Celastrales                                                 |
|  |                                                             |
|  | \| \| Malpighiales \| \| \| \| \| \| Oxalidales \| \| \| \| |
|  |                                                             |
|  | Malpighiales                                                |
|  |                                                             |
|  | Oxalidales                                                  |
|  |                                                             |

|  | Malpighiales |
|  |              |
|  | Oxalidales   |
|  |              |

|  | Rosales                                                  |
|  |                                                          |
|  | \| \| Fagales \| \| \| \| \| \| Cucurbitales \| \| \| \| |
|  |                                                          |
|  | Fagales                                                  |
|  |                                                          |
|  | Cucurbitales                                             |
|  |                                                          |

|  | Fagales      |
|  |              |
|  | Cucurbitales |
|  |              |

|  | Rosales                                                  |
|  |                                                          |
|  | \| \| Fagales \| \| \| \| \| \| Cucurbitales \| \| \| \| |
|  |                                                          |
|  | Fagales                                                  |
|  |                                                          |
|  | Cucurbitales                                             |
|  |                                                          |

|  | Fagales      |
|  |              |
|  | Cucurbitales |
|  |              |

|  | Celastrales                                                 |
|  |                                                             |
|  | \| \| Malpighiales \| \| \| \| \| \| Oxalidales \| \| \| \| |
|  |                                                             |
|  | Malpighiales                                                |
|  |                                                             |
|  | Oxalidales                                                  |
|  |                                                             |

|  | Malpighiales |
|  |              |
|  | Oxalidales   |
|  |              |

|  | Rosales                                                  |
|  |                                                          |
|  | \| \| Fagales \| \| \| \| \| \| Cucurbitales \| \| \| \| |
|  |                                                          |
|  | Fagales                                                  |
|  |                                                          |
|  | Cucurbitales                                             |
|  |                                                          |

|  | Fagales      |
|  |              |
|  | Cucurbitales |
|  |              |

|  | Rosales                                                  |
|  |                                                          |
|  | \| \| Fagales \| \| \| \| \| \| Cucurbitales \| \| \| \| |
|  |                                                          |
|  | Fagales                                                  |
|  |                                                          |
|  | Cucurbitales                                             |
|  |                                                          |

|  | Fagales      |
|  |              |
|  | Cucurbitales |
|  |              |

|  | Celastrales                                                 |
|  |                                                             |
|  | \| \| Malpighiales \| \| \| \| \| \| Oxalidales \| \| \| \| |
|  |                                                             |
|  | Malpighiales                                                |
|  |                                                             |
|  | Oxalidales                                                  |
|  |                                                             |

|  | Malpighiales |
|  |              |
|  | Oxalidales   |
|  |              |

|  | Rosales                                                  |
|  |                                                          |
|  | \| \| Fagales \| \| \| \| \| \| Cucurbitales \| \| \| \| |
|  |                                                          |
|  | Fagales                                                  |
|  |                                                          |
|  | Cucurbitales                                             |
|  |                                                          |

|  | Fagales      |
|  |              |
|  | Cucurbitales |
|  |              |

|  | Rosales                                                  |
|  |                                                          |
|  | \| \| Fagales \| \| \| \| \| \| Cucurbitales \| \| \| \| |
|  |                                                          |
|  | Fagales                                                  |
|  |                                                          |
|  | Cucurbitales                                             |
|  |                                                          |

|  | Fagales      |
|  |              |
|  | Cucurbitales |
|  |              |

|  | Celastrales                                                 |
|  |                                                             |
|  | \| \| Malpighiales \| \| \| \| \| \| Oxalidales \| \| \| \| |
|  |                                                             |
|  | Malpighiales                                                |
|  |                                                             |
|  | Oxalidales                                                  |
|  |                                                             |

|  | Malpighiales |
|  |              |
|  | Oxalidales   |
|  |              |

|  | Rosales                                                  |
|  |                                                          |
|  | \| \| Fagales \| \| \| \| \| \| Cucurbitales \| \| \| \| |
|  |                                                          |
|  | Fagales                                                  |
|  |                                                          |
|  | Cucurbitales                                             |
|  |                                                          |

|  | Fagales      |
|  |              |
|  | Cucurbitales |
|  |              |

|  | Rosales                                                  |
|  |                                                          |
|  | \| \| Fagales \| \| \| \| \| \| Cucurbitales \| \| \| \| |
|  |                                                          |
|  | Fagales                                                  |
|  |                                                          |
|  | Cucurbitales                                             |
|  |                                                          |

|  | Fagales      |
|  |              |
|  | Cucurbitales |
|  |              |

|  | Celastrales                                                 |
|  |                                                             |
|  | \| \| Malpighiales \| \| \| \| \| \| Oxalidales \| \| \| \| |
|  |                                                             |
|  | Malpighiales                                                |
|  |                                                             |
|  | Oxalidales                                                  |
|  |                                                             |

|  | Malpighiales |
|  |              |
|  | Oxalidales   |
|  |              |

|  | Rosales                                                  |
|  |                                                          |
|  | \| \| Fagales \| \| \| \| \| \| Cucurbitales \| \| \| \| |
|  |                                                          |
|  | Fagales                                                  |
|  |                                                          |
|  | Cucurbitales                                             |
|  |                                                          |

|  | Fagales      |
|  |              |
|  | Cucurbitales |
|  |              |

|  | Rosales                                                  |
|  |                                                          |
|  | \| \| Fagales \| \| \| \| \| \| Cucurbitales \| \| \| \| |
|  |                                                          |
|  | Fagales                                                  |
|  |                                                          |
|  | Cucurbitales                                             |
|  |                                                          |

|  | Fagales      |
|  |              |
|  | Cucurbitales |
|  |              |

|  | Celastrales                                                 |
|  |                                                             |
|  | \| \| Malpighiales \| \| \| \| \| \| Oxalidales \| \| \| \| |
|  |                                                             |
|  | Malpighiales                                                |
|  |                                                             |
|  | Oxalidales                                                  |
|  |                                                             |

|  | Malpighiales |
|  |              |
|  | Oxalidales   |
|  |              |

|  | Rosales                                                  |
|  |                                                          |
|  | \| \| Fagales \| \| \| \| \| \| Cucurbitales \| \| \| \| |
|  |                                                          |
|  | Fagales                                                  |
|  |                                                          |
|  | Cucurbitales                                             |
|  |                                                          |

|  | Fagales      |
|  |              |
|  | Cucurbitales |
|  |              |

|  | Rosales                                                  |
|  |                                                          |
|  | \| \| Fagales \| \| \| \| \| \| Cucurbitales \| \| \| \| |
|  |                                                          |
|  | Fagales                                                  |
|  |                                                          |
|  | Cucurbitales                                             |
|  |                                                          |

|  | Fagales      |
|  |              |
|  | Cucurbitales |
|  |              |

|  | Celastrales                                                 |
|  |                                                             |
|  | \| \| Malpighiales \| \| \| \| \| \| Oxalidales \| \| \| \| |
|  |                                                             |
|  | Malpighiales                                                |
|  |                                                             |
|  | Oxalidales                                                  |
|  |                                                             |

|  | Malpighiales |
|  |              |
|  | Oxalidales   |
|  |              |

## Diversidade taxonômica
Clusiaceae possui de 40-50 gêneros, predominantemente nas regiões tropicais do Planeta. Há a produção de lenho e látex nos seus tecidos em cerca de 1.200 espécies. Na extração de madeira, temos o gênero Calophyllum como grande produtor de lenho e de importância econômica, o gênero Kielmeyera é importante também para a extração de produtos de uso medicinal. Para o paisagismo se destaca espécies do gênero Clusia, como plantas ornamentais.

### Sistemática
A moderna circunscrição taxonómica da família (2011) inclui os seguintes géneros repartidos por três tribos:
Tribo Clusieae
Chrysochlamys
Clusia
Dystovomita
Tovomita
Tovomitopsis
Tribo Garcinieae
Garcinia (incluindo Allanblackia) - mangostão, mangosteen
Tribo Symphonieae
Lorostemon
Montrouziera
Moronobea
Pentadesma
Platonia
Symphonia
Thysanostemon

### Gêneros da família Clusiaceae
| Allanblackia  | Decaphalangium | Oxycarpus       | Septogarcinia |
| Androstylium  | Dystovomita    | Oxystemon       | Symphonia     |
| Arawakia      | Garcinia       | Pentadesma      | Thysanostemon |
| Asthotheca    | Havetia        | Pentaphalangium | Tovomita      |
| Astrotheca    | Havetiopsis    | Pilosperma      | Tovomitidium  |
| Cambogia      | Lorostemon     | Platonia        | Tovomitopsis  |
| Chrysochlamys | Montrouziera   | Quapoya         | Tripetalum    |
| Clusia        | Moronobea      | Renggeria       | Tsimatimia    |
| Clusianthemum | Ochrocarpos    | Rengifa         | Xanthochymus  |
| Cochlanthera  | Oedematopus    | Rheedia         |               |

### No Brasil
A família possui 11 géneros aceitos, com 129 espécies e 1 gênero endêmico com 43 espécies no País, os mais representativos e conhecidos são: Garcinia, Tovomita, Vismia, Clusia e Kielmeyera.

#### Gêneros que ocorrem no Brasil
| Arawakia L. Marinho | Chrysochlamys Poepp.          |
| Clusia L.           | Dystovomita (Engl.) D'Arcy    |
| Garcinia L.         | Lorostemon Ducke              |
| Mammea L.           | Moronobea Aubl.               |
| Platonia Mart.      | Symphonia L.f.                |
| Tovomita Aubl.      | Tovomitopsis Planch. & Triana |

#### Espécies Brasileiras
Lista de Espécies: Espécies da família Clusiaceae que estão presentes no território Brasileiro

#### Distribuição no Território Brasileiro
Devido às diversas fisionomias das plantas dessa família e também aos diversos substratos em que elas podem se encontrar, há uma ampla distribuição de seus espécimes no território do Brasil, sendo encontradas em todas as regiões: Norte, Nordeste, Centro-Oeste, Sudeste e Sul. Porém há uma predominância maior de ocorrências na região Norte, nos estados do Amazonas e Pará.
Em relação aos domínios brasileiros, elas ocorrem na Amazônia, Caatinga, Cerrado e Mata Atlântica.
Os estados de ocorrência de exemplares da família Clusiaceae são:
| Amazonas       | Rondônia            | Acre             |
| Roraima        | Tocantins           | Pará             |
| Amapá          | Rio Grande do Norte | Pernambuco       |
| Ceará          | Sergipe             | Paraíba          |
| Alagoas        | Bahia               | Maranhão         |
| Piauí          | Goiás               | Distrito Federal |
| Mato Grosso    | Mato Grosso do Sul  | Rio de Janeiro   |
| Minas Gerais   | São Paulo           | Espírito Santo   |
| Santa Catarina | Rio Grande do Sul   | Paraná           |